# Józef Gara
Józef Gara (29 gennaio 1929 – 10 luglio 2013) è stato un poeta polacco che parlava una lingua in pericolo, il vilamoviano, parlata da poche decine di persone come lingua nativa.
Gara è anche il creatore dell'alfabeto vilamoviano ed è autore di poesie in questa lingua. Nel 2003 ha pubblicato Zbiór wierszy oraz słownik języka wilamowskiego (Una raccolta di poesia e il dizionario della lingua vilamoviana). Nel 2004 ha raccolto vecchie canzoni di Wilamowice e le ha corrette ed ampliate in vista di una futura pubblicazione. Tra il 2004 ed il 2006 ha insegnato il vilamoviano in una scuola elementare di Wilamowice.

## Opere
- Zbiór wierszy o wilamowskich obrzędach i obyczajach oraz słownik języka wilamowskiego (Una raccolta di poesia e il dizionario della lingua vilamoviana), casa editrice TIMEX/Stowarzyszenie Na Rzecz Zachowania Dziedzictwa Kulturowego Miasta Wilamowice "Wilamowiane" (Associazione per la Conservazione dell'Eredità Culturale della Città di Wilamowice), Bielsko-Biała, 2004, ISBN 83-914917-8-1
- Kronika historyczna miasteczka Wilamowice (Cronaca storica della città di Wilamowice), casa editrice TIMEX, Wilamowice, 2007
- "Wymysöjer śtytła" : miasteczko Wilamowice oraz jego osobliwości zawarte w zbiorze piosenek wilamowskich Józefa Gary ("Wymysöjer śtytła: la città di Wilamowice e una serie di sue vedute su una raccolta di canzoni vilamoviane di Józef Gara), Wilamowice: Miejsko-Gminny Ośrodek Kultury (Centro Culturale municipale-comunale), 2007.